# Sessea herzogii
Sessea herzogii är en potatisväxtart som beskrevs av Carl Lebrecht Udo Dammer. Sessea herzogii ingår i släktet Sessea och familjen potatisväxter. Inga underarter finns listade i Catalogue of Life.